# Albany (Georgia)
Albany város az USA Georgia államában. Lakosainak száma 69 647 fő (2020. április 1.).

## Népesség
A település népességének változása:

| 2010 | 77 434 |
| 2020 | 69 647 |